# Monumenti normanni della Sicilia
Questa voce elenca i Monumenti normanni in Sicilia, edificati durante il regno degli Altavilla (XII-XIV sec.).
Sono di seguito elencati i monumenti civili d'altissimo pregio e elevato valore storico, religioso, artistico, architettonico. In particolare, palazzi, ponti, torri, tonnare, mulini, saline.

## Agrigento e provincia
- XII secolo, Fornaci medievali di Agrigento, manifatture documentate sotto Federico II di Svevia. Impianti normanni. e anche per i templi
- XII secolo, Saline di Agrigento.
- XII secolo, Saline di Cianciana.
- XII secolo, Saline di Ribera, antico feudo di Misilcassim.
- XIII secolo, Ponte chiaramontano Platani di Sciacca.[1]
- XII secolo, Saline di Sciacca, antico feudo di Salina.

## Caltanissetta e provincia
- 1062, Porta Reale di Butera, il Gran Conte Ruggero la attraversò con un esercito di lombardi.
- XII secolo, Saline di Eraclea Terranova di Gela, antico feudo di Platanella.
- XII secolo, Saline di Sutera, antico feudo di Cantarella.

## Catania e provincia
- ?, Mulini ad acqua medievali di Acicatena.
- XI secolo, Mulini ad acqua medievali di Acireale.
- X secolo, Ponte dei Saraceni di Adrano.[2]
- XII secolo, Ponte Carcaci o Curcaci di Adrano.[3]
- 1337, Cisterna della Regina di Belpasso.
- 1121, Ponte della Cantera di Bronte sul fiume Serravalle, edificato dal Conte Ruggero II di Sicilia e dedicato alla memoria della madre Adelasia del Vasto.[3]
- XII secolo, Ponte della Cuntata di Bronte.[4]
- XI secolo, Fornaci medievali di Caltagirone edificio normanno.
- XII secolo, Ponte Grazia di Castiglione di Sicilia.[5]
- XI secolo, Mulini ad acqua medievali di Licodia Eubea.
- XI secolo, Mulini ad acqua medievali di Militello in Val di Catania.[6]
- XI secolo, Mulini ad acqua medievali di Paternò. Buhali donazione alla chiesa di Santa Maria della Valle di Josaphat.
- XII secolo, Palazzo Reale o Casa Scala di Randazzo edificato da Guglielmo II di Sicilia, dimora preferita di Giovanna Plantageneta e Costanza d'Altavilla.
- XI secolo, Mulini ad acqua medievali di Randazzo.
- 1081, Pozzo di Ruggero di Santa Maria la Strada.
- XI secolo, Mulini ad acqua medievali d'epoca saraceno - normanna di Trecastagni.[7]

## Enna e provincia
- XII secolo, Saline di Castrogiovanni.
- XI secolo, Mulini ad acqua medievali di Centuripe.
- 1063, Mulini ad acqua medievali di Cerami.
- XII secolo, Ponte Cerami di Cerami, rifacimento normanno - svevo di preesistente manufatto romano.[4]
- XII secolo, Saline di Nicosia.
- XI secolo, Fornaci di Piazza Armerina edificio normanno.
- 1082, Mulini ad acqua medievali di Troina, assegnazione di vasti possedimenti da diploma del Gran Conte Ruggero alla Chiesa di Troina in seguito alla istituzione della diocesi di Troina.[8]
- 1082, Pigiatoi, palmenti e vasconi in numerose località del territorio.[8]
- XII secolo, Ponte medievale di contrada Failla, Troina.
- XII secolo, Torre Capitania e cinta muraria, Troina.

## Messina e provincia
- 1117, Mulini ad acqua medievali, privilegio e concessione al Monastero dei Santissimi Pietro e Paolo ad Agrò sul fiume Alcantara.
- XI secolo, Mulini ad acqua medievali di Alì. Privilegio e concessione del Gran Conte Ruggero.
- 1092, Mulini ad acqua medievali di Francavilla di Sicilia. Privilegio concesso al monastero di San Salvatore di Placa.
- 1101, Mulini ad acqua medievali, privilegio e concessione al Monastero di San Filippo di Demenna a Frazzanò sul fiume Panagia.
- 1092 - 1105, Mulini ad acqua medievali di Furnari. Privilegio e Concessione del Monastero di Santa Maria di Gala.
- XI secolo, Mulini ad acqua medievali di Itala. Privilegio e concessione del Gran Conte Ruggero.
- 1292, Fiera medievale di Messina promotore Federico III d'Aragona. Documentazione della primitiva manifestazione per lo scambio merci.
- 1100, Mulini ad acqua medievali, privilegio e concessione al Monastero greco di San Filippo lo Grande di Messina sul fiume Rametti.
- 1147, Mulini ad acqua medievali, privilegio e concessione al Monastero di San Salvatore di Messina.
- 1130, Mulini ad acqua medievali di Messina sulla fiumara di Bordonaro.
- XI secolo, Tonnara medievale di Milazzo.
- 1080, Mulini ad acqua medievali di Mili. Privilegio e concessione al monastero di Santa Maria di Mili.
- XI secolo, Mulini ad acqua medievali di Montalbano Elicona.
- XII secolo, Ponte Randazzo di Moio Alcantara.[9]
- XI secolo, Mulini ad acqua medievali di Novara di Sicilia.
- 1148, Tonnara medievale di Oliveri. Insediamenti di pesca e trasformazione documentati da Idrisi.
- 1148, Trappeto medievale di Oliveri. Manifatture per la trasformazione di prodotti agricoli documentati da Idrisi.
- XI secolo, Mulini ad acqua medievali di Patti. Privilegio e concessione al Monastero del Santissimo Salvatore di San Marco del Casale di Palegre della Regina Margherita di Navarra moglie di Guglielmo I di Sicilia.
- XIII secolo, Palazzo dell'Ordine dei Gerosolimitani o dei Cavalieri di Malta o Priorale di Rodì Milici, situato al centro di Milici e in origine appartenente all'Ordine di Malta (Sovrano militare ordine ospedaliero di San Giovanni di Gerusalemme detto di Rodi, detto di Malta), attuale sede del Museo del Sovrano militare ordine di Malta con reperti e testimonianze.
- ?, Fontanile abbeveratoio di Milici, il manufatto reca le insegne dell'Ordine di Malta.
- 1105, Mulini ad acqua medievali di Rometta. Concessione del Monastero di Santa Maria di Gala.
- XII secolo, Tonnara di San Giorgio di Gioiosa, edificio normanno (l'attività introdotta dagli arabi e regolamentata con regio privilegio nel 1407 da re Martino I di Aragona).
- 1092 - 1105, Mulini ad acqua medievali di Santa Lucia del Mela. Privilegio e Concessione del Monastero di Santa Maria di Gala.
- XI secolo, Fornaci medievali di Santo Stefano di Camastra edificio normanno.
- XI secolo, Palazzo Corvaja di Taormina edificato su vestigia greco - romane, sede del Parlamento siciliano.
- XI secolo, Mulini ad acqua medievali di Tortorici. Privilegio e concessione al Monastero del Santissimo Salvatore di San Marco del Casale di Palegre della Regina Margherita di Navarra moglie di Guglielmo I di Sicilia.
- XI secolo, Ponte Riggieri di Tusa.

## Palermo e provincia
- 1130, Palazzo dei Normanni.
- 1153 e 1184, Palazzo e Parco della Favara di Palermo edificato per volontà di Ruggero II di Sicilia.
- 1134, Casa Martorana di Palermo edificata da Adelicia de Golisano sotto il regno di Ruggero II.
- 1180, Cuba Soprana di Palermo edificato per volontà di Guglielmo II di Sicilia.
- 1180, Cuba Sottana di Palermo edificato per volontà di Guglielmo II di Sicilia.
- 1165, Palazzo della Zisa di Palermo per opera di Guglielmo I di Sicilia e Guglielmo II di Sicilia.
- 1130 - 1154, Castello dell'Uscibene o Scibene di Palermo.
- 1306, Palazzo Chiaramonte-Steri di Palermo in stile tardo normanno edificato dalla famiglia Chiaramonte - Steri.
- 1330, Palazzo Sclafani di Palermo in stile tardo normanno edificato dalla famiglia Chiaramonte.
- 1131 - 1150, Ponte dell'Ammiraglio di Palermo per volere di Giorgio d'Antiochia ammiraglio presso la corte del Gran Conte Ruggero.[2][10][11]
- Qanat di Palermo: Gesuitico Alto, Gesuitico Basso o Vignicella, Uscibene.
- XI secolo, Fornaci medievali di Palermo edificio normanno.
- XI secolo, Mulini medievali di Palermo edificio normanno.[12]
- XI secolo, Palazzo della Favara e Cappella Palatina dei Santi Filippo e Giacomo di Palermo. Costruzione adattata a residenza dal Gran Conte Ruggero.
- XIII secolo, Tonnara dell'Arenella di Palermo.
- X secolo, Ponte di San Michele o Cirone o Milicia o ponte normanno di Altavilla Milicia sul torrente San Michele.[13]
- XII secolo, Palazzo e parco di Altofonte, utilizzati come castello di caccia estivo edificati dal Gran Conte Ruggero. Trasformato nel 1307 da Federico II d'Aragona in Monastero Cistercense di Santa Maria d'Altofonte, nel 1633 nel Duomo di Santa Maria d'Altofonte per opera dell'abate cardinale Scipione Caffarelli-Borghese.
- X secolo, Ponte romanico di Blufi.
- 1344, Tonnara dell'Orsa nel territorio tra Carini e Cinisi.
- ?, Mulini ad acqua medievali di Castronovo di Sicilia lungo il corso del Platani: Mulino Batia, Di li du porti, Suttula, Santa Margherita, Giallongo, San Marco, Refalzafi, Scaletta, Ciolo, Ponte vecchio, Mulineddu, Cozzo, Carcarazza, Costa di Santi, San Pietro, Contessa, San Francesco, Di mentina e di sali, Santa Caterina, Sant'Agata, Fontana duci.
- X secoloc., Mulino a vento arabo di Castronovo di Sicilia.
- X secoloc., Casa dell'Emiro di Castronovo di Sicilia, ruderi.
- X secoloc., Scala del Re di Castronovo di Sicilia.
- XII secolo, Bagni e lavatoi medievali di Cefalà Diana.
- XII secolo, Lavatoi medievali lungo il corso del torrente Cefalino di Cefalù. Nel 1514 il manufatto è disassemblato e ricostruito in posizione più arretrata, il fiume a cielo aperto è coperto nel XVII secolo.
- XII secolo, Palazzo Maria di Cefalù sede primitiva del Palazzo Comunale di Cefalù.
- XII secolo, Osterio Magno di Cefalù edificato da Ruggero II di Sicilia.
- XII secolo, Mulini ad acqua medievali di Cefalù.
- 1307, Ponte Brancato di Caccamo Archiviato il 15 novembre 2019 in Internet Archive., costruito nel 1307 da Manfredi I di Chiaramonte.[2]
- XII secolo, Mulini ad acqua medievali di Corleone lungo il corso del torrente Corleone.
- XI secolo, Ponte Saraceno di Corleone.[13]
- XII secolo, Ponte normanno delle due Rocche di Corleone.[4]
- XII secolo, Ponte chiaramontano di Sant'Agata di Corleone.
- XII secolo, Ponte Casale di Corleone.[3]
- XIII secolo, Ponte San Salvatore di Corleone.[13]
- ?, Ponte Bagaria o Bagheria o Ficarazzi di Ficarazzi, verosimilmente d'epoca romana.[2]
- XII secolo, Ponte Rasalaimi di Marineo.[9]
- XII secolo, Ponte Parco di Monreale.[1]
- XI secolo, Mulini ad acqua medievali di Partinico lungo il corso del torrente Jato.
- XI secolo, Ponte di Pietra di Petralia Sottana.[9]
- XII secolo, Ponte di San Brancato di Petralia Sottana.[9]
- XI secolo, Mulini ad acqua medievali di Polizzi Generosa.
- ?, Ponte Aluncio o Alunzio di Pollina, verosimilmente d'epoca romana.[2]
- XI secolo, Mulini ad acqua medievali di Prizzi.
- XII secolo, Ponte della Sparacia o Rosamarina di Roccamena, identificabile col ponte Rahal Ben Sehel.[14]
- XII secolo, Palazzo reale di Solanto di Santa Flavia edificato per opera del Gran Conte Ruggero, ruderi.
- XII secolo, Tonnare di Solanto di Santa Flavia.
- 1182, Mulini ad acqua medievali e Masseria Jato in contrada Vaccaio di San Giuseppe Jato, menzionati in un diploma di Guglielmo II di Sicilia come concessione al monastero di Santa Maria La Nuova di Monreale.[15]
- 1156, Mulini ad acqua medievali dell'Asiniddaru, Parataru e Rasu di Scillato.
- XI secolo, Mulini ad acqua medievali di Scopello.
- XII secolo, Mulini ad acqua medievali di Trabia.
- XI secolo, Mulini ad acqua medievali di Roccamena.
- XI secolo, Ponte Calatrasi di Roccamena.[2]
- XII secolo, Ponte Concetta di Valledolmo.[4]
- XII secolo, Ponte Leonessa di Vicari, manufatto di probabile origine romana.[16]

## Siracusa e provincia
- XIII secolo, Tonnara di Augusta.
- XII secolo, Saline di Noto, antico feudo Pantano e Saline del conte Errico.
- ?, Torre di Vendicari presso Noto.
- XII secolo, Saline di Capo Passero.
- XII secolo, Tonnara di Capo Passero, edificio normanno.
- XI secolo, Mulini ad acqua medievali di Francofonte.[6]
- XII secolo, Tonnara di Isola di Capo Passero Portopalo, edificio normanno.
- XII secolo, Tonnara di Marzamemi, edificio normanno.
- XII secolo, Saline di Marzamemi, edificio normanno.
- XII secolo, Pozzo dei Quattro Occhi di Marzamemi, edificio normanno.
- XII secolo, Acquedotto Xibini e Pozzo Senia di Pachino, edificio normanno.
- XII secolo, Saline di Portopalo, antico feudo di Mangino o Magino o Maucini edificio normanno (attività introdotta dai romani e incentivata dagli arabi).
- XII secolo, Torre Xibini e Torre Fano di Marzamemi.

## Trapani e provincia
- Arco normanno (Mazara del Vallo)
- XIII secolo, Tonnara di Bonagia Valderice.
- IX secolo, Moschea di Calatabarbaro o del Berbero di Calatafimi Segesta, abbandonata nel XIII secolo.
- 1063, Mulini ad acqua medievali di Castellammare del Golfo.
- 1176, Kastron o Kastelion di Selinunte presso Castelvetrano costruito col riutilizzo di materiali provenienti dalle rovine dei templi.
- XIII secolo, Torre di Favignana e Tonnare di Favignana.
- XI secolo, Saline medievali di Marsala, impianti normanni (con preesistenze di età antica).
- XI secolo, Saline medievali di Mazara del Vallo, impianti normanni (con preesistenze di età antica).
- XI secolo, Saline medievali di Paceco, impianti di normanni (con preesistenze di età antica).
- XIII secolo, Torre di Scopello e Tonnare di Scopello, di demanio regio sotto il Regno Normanno, ingrandito e fortificato con Federico II di Svevia.
- XI secolo, Mulini a vento medievali di Trapani, impianti normanni per la movimentazione delle acque, macinazione del sale e della farina. (con preesistenze di età antica)
- XI secolo, Saline medievali di Trapani, impianti normanni.

## Galleria d'immagini

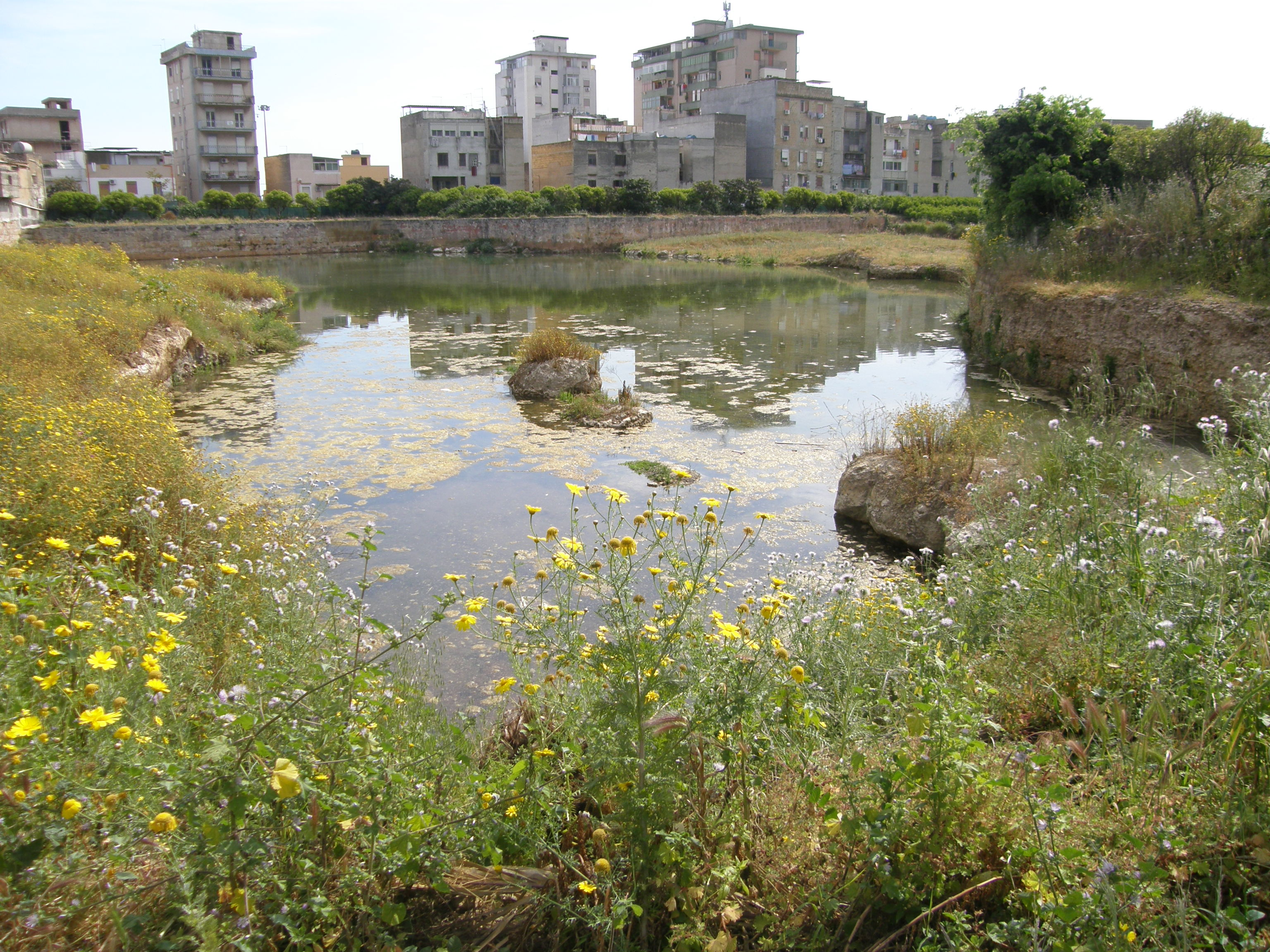
Lago Maredolce di Palermo
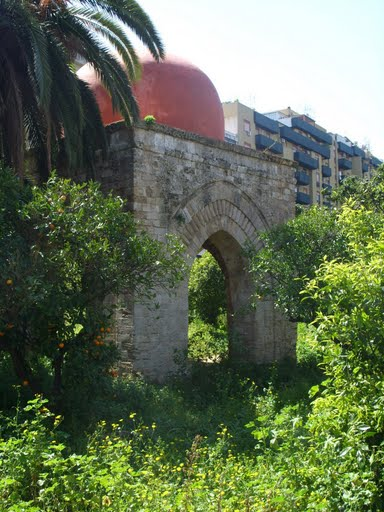
Cubula Palermo
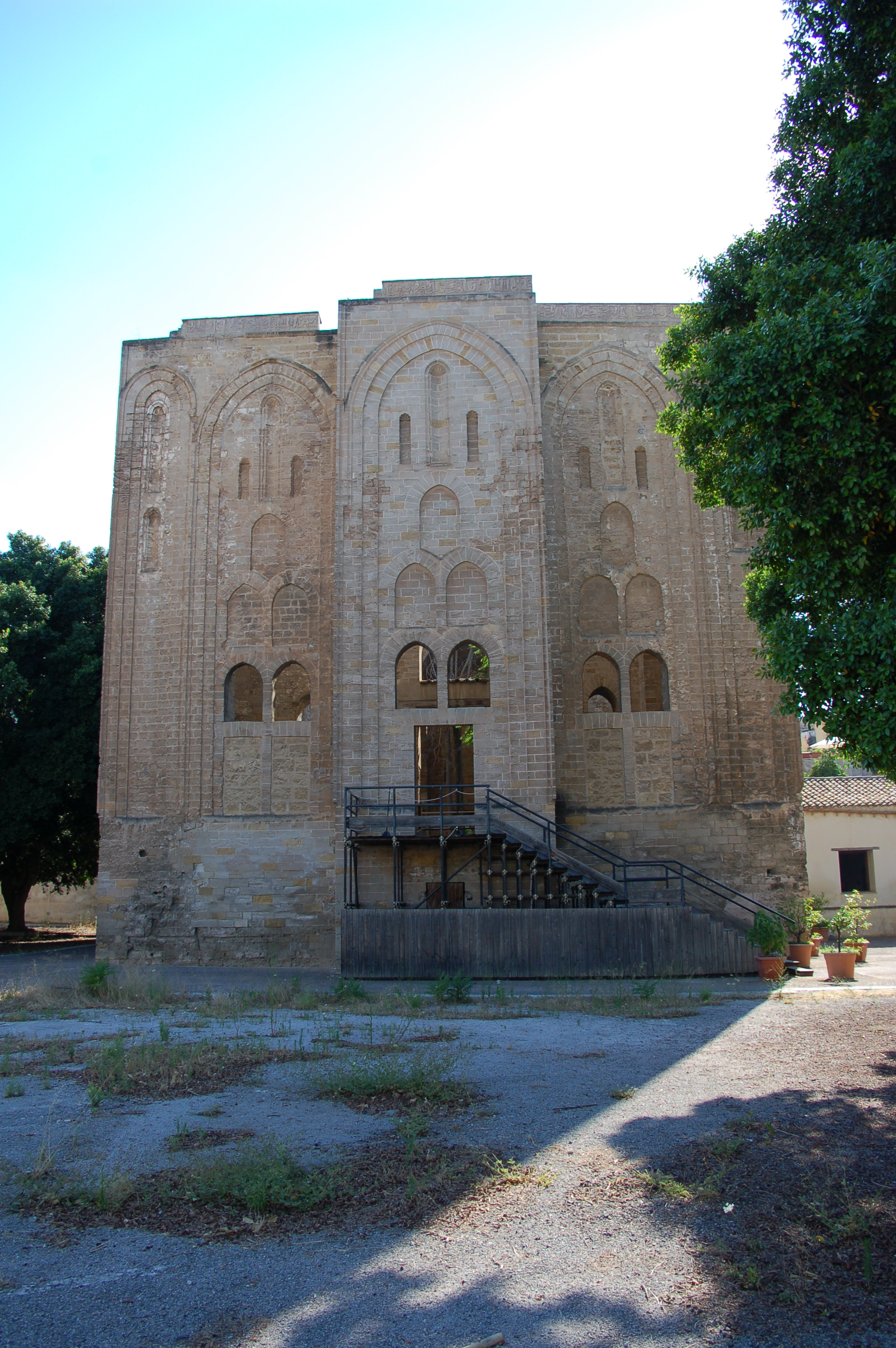
La Cuba di Palermo
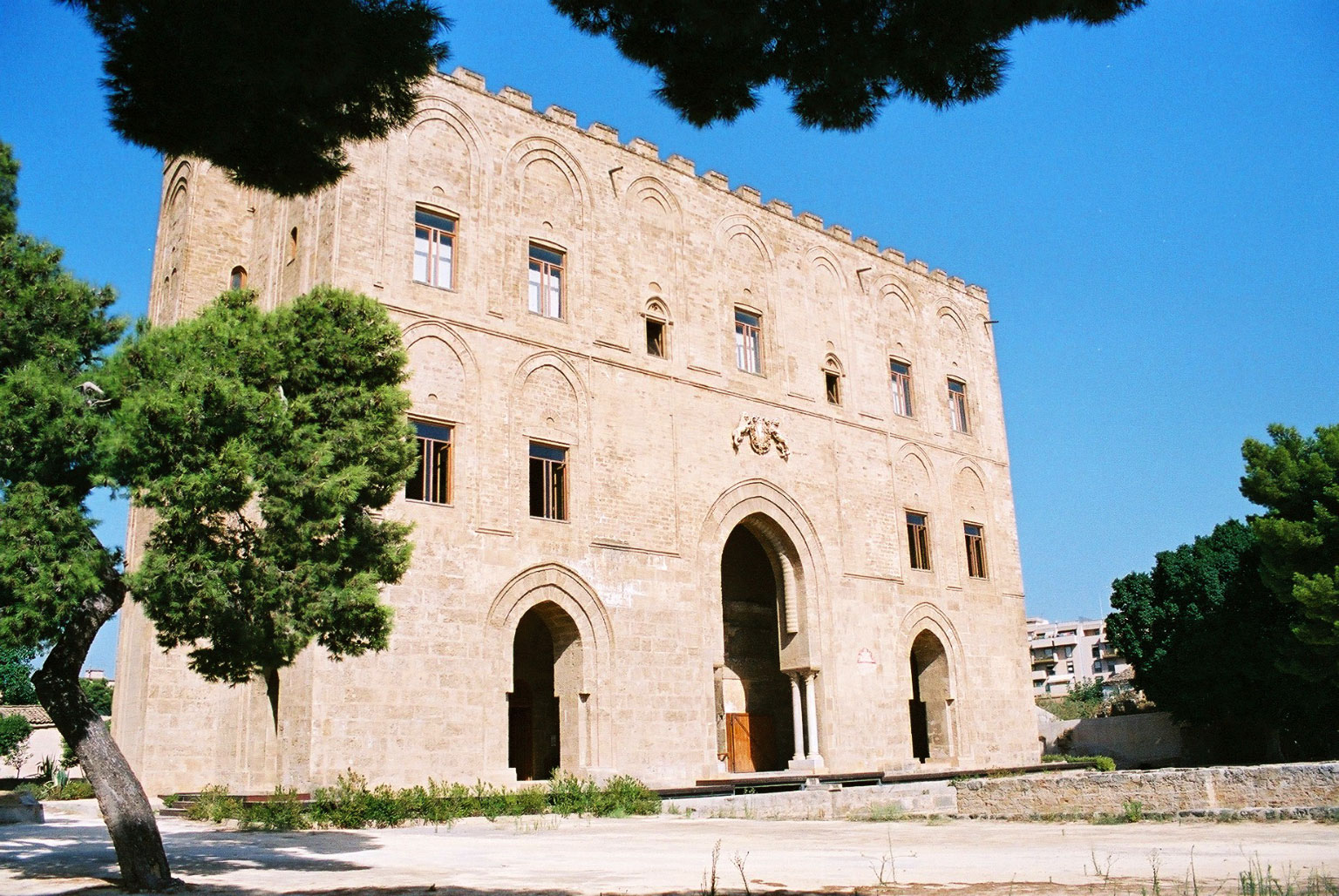
La Zisa Palermo
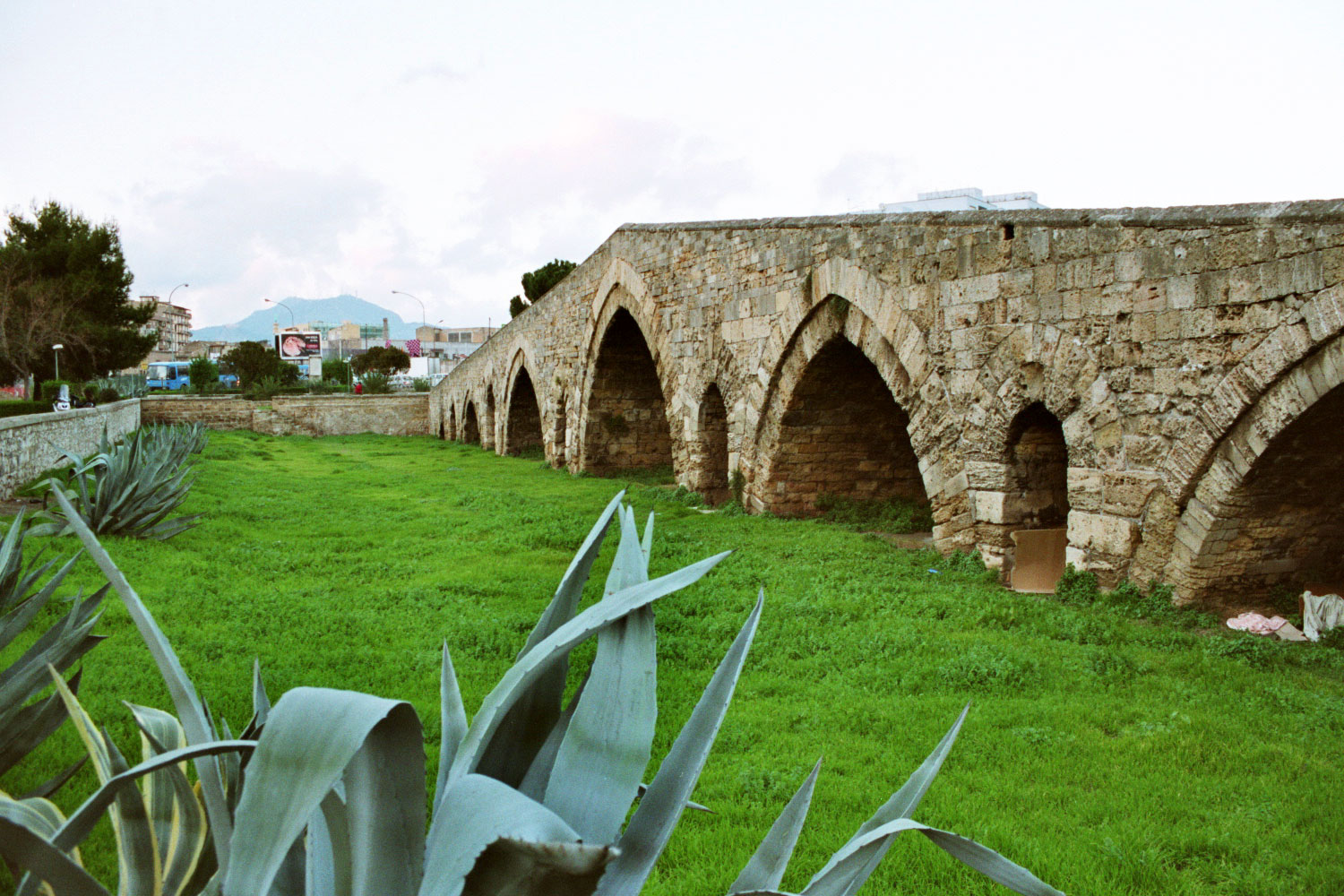
Ponte dell'Ammiraglio Palermo
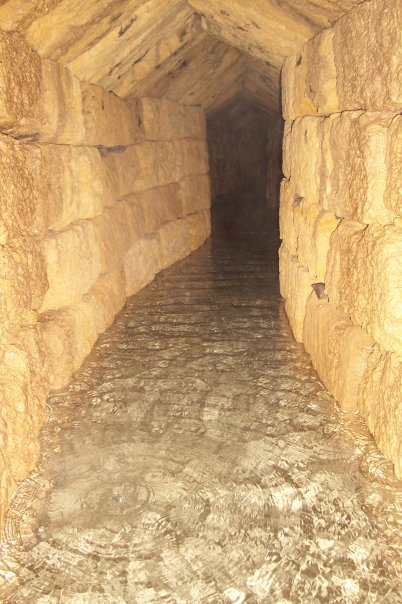
Qanat di Palermo
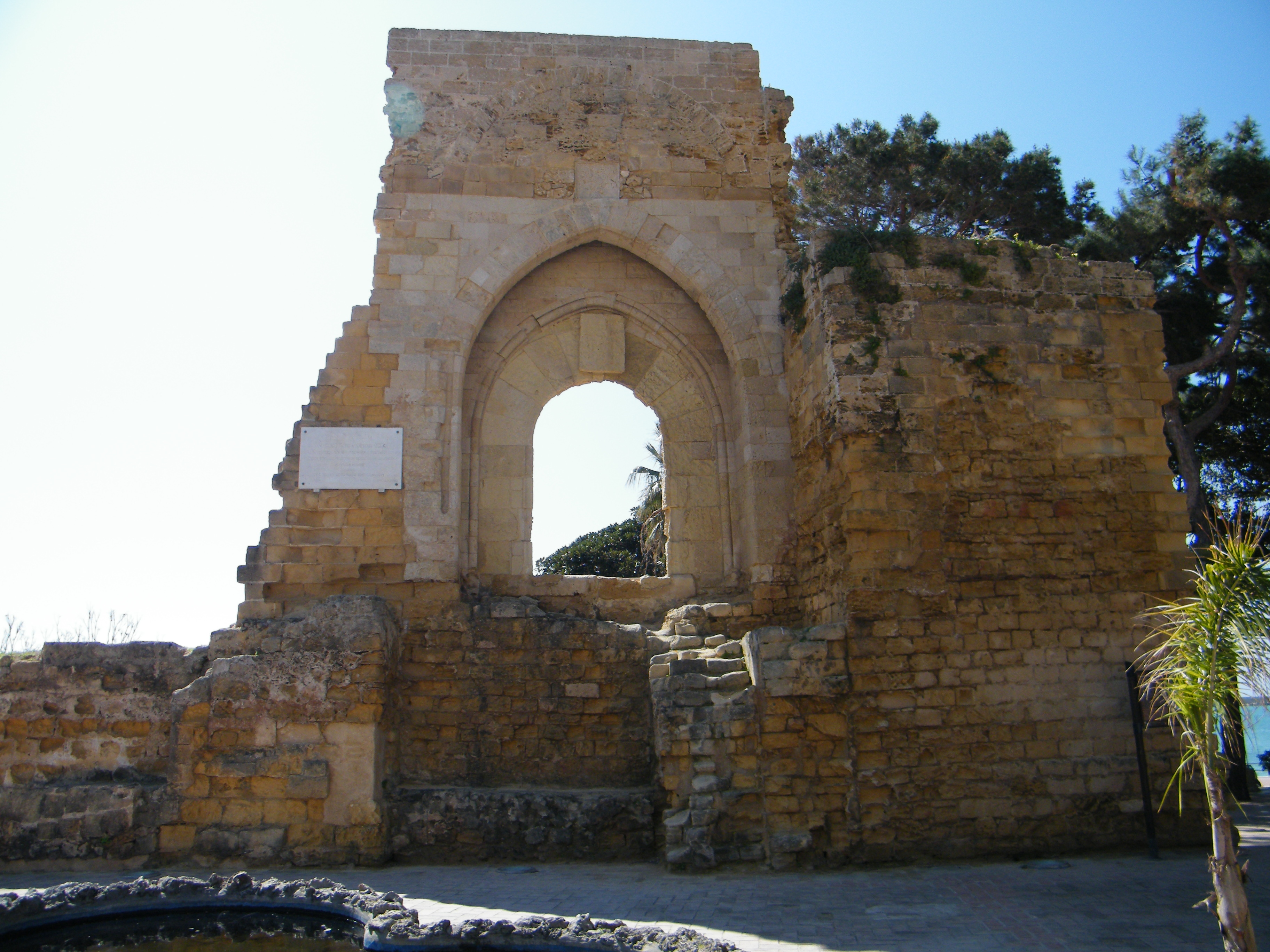
Arco normanno a Mazara del Vallo
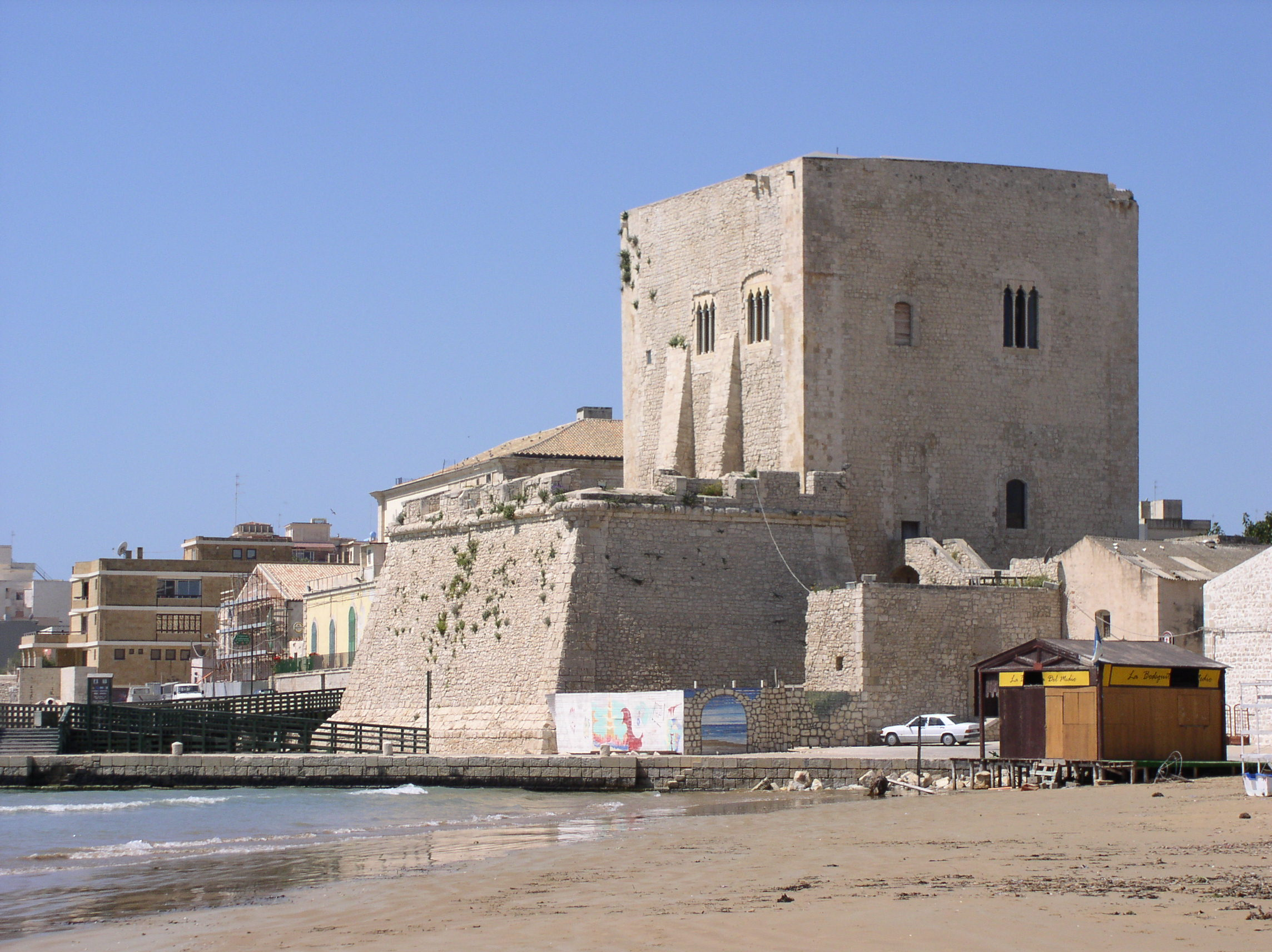
Torre Cabrera Pozzallo